# コーンウォールと西デヴォンの鉱山景観
座標: 北緯50度08分10秒 西経05度23分01秒 / 北緯50.13611度 西経5.38361度
コーンウォールと西デヴォンの鉱山景観は、イギリス南西部のコーンウォール州からデヴォン州西部にかけてのいくつかの鉱山景観を対象とするユネスコの世界遺産の一つである。2006年にヴィリニュスで開催された第30回世界遺産委員会で登録された。一帯の景観は18世紀から19世紀に銅やスズの深い鉱脈を採掘していったことによって、根源的な変貌を遂げた。地下鉱山、エンジン・ハウス、鋳造所、ニュータウン、小さな畑、港湾、関連産業群などは、いずれも19世紀初頭には世界で供給される銅の3分の2を産出するまでになった豊かな技術革新を反映するものとなっている。

## 歴史
この地の鉱業はスズの鉱山開発から始まった。1500年代半ばに至るまでデヴォンで産出するスズの量はコーンウォールの25～40% だったが、この時点では両地域の産出量を合計した場合でも相対的に少ないものだった。1540年代以降には、コーンウォールのスズ生産量は飛躍的に伸びたが、デヴォンの生産量はコーンウォールの9分の1ないし10分の1にとどまった。16世紀半ばにはデヴォンのスズ鉱山は王家の収入にとって微々たる物となった。
1800年代後半には、砒素の産出が突出しており、コーンウォール東部からデヴォン西部にかけての産出量は、当時の世界的な需要の半分にあたっていた。19世紀初頭には、蒸気機関での革命も起こり、堅い岩盤での採鉱を一変した。技師リチャード・トレビシックによって発達した高圧の揚水機関 (The high-pressure expansively operated beam pumping engine) は、従来よりも遥かに深く採掘することを可能にした。
同じころから、コーンウォールの伝統に根ざした鉱山労働者たちが他へ移住し、コミュニティを形成することが見られ始め、その流れは19世紀末に頂点に達した。今日、コーンウォールからの移民に起源を持つコミュニティは世界中に見られ、コーンウォール様式のエンジンハウスも、イングランド、スコットランド、ウェールズ、アイルランド、チャネル諸島、マン島の鉱区にとどまらず、オーストラリア、ニュージーランド、南アフリカ、メキシコ、スペインなどでも目にすることができる。
1860年に銅の暴落が起こると、スズの生産が中心となり、以降コーンウォールでの鉱業は衰退の途を辿った。 コーンウォール地方の鉱山は、ヨーロッパで最後まで採掘していたスズ鉱山であるプール (Pool) のサウス・クロフティ鉱山が1998年に閉山されたことをもって、幕を閉じた。

## 地域
世界遺産の対象になっているのは、地理的に離れているが相互に関連性のあるコーンウォールと西デヴォンの以下の場所である。
- A1 - St Just Mining District
- A2 - Port of Hayle
- A3i - Tregonning and Gwinear Mining District
- A3ii - Trewavas
- A4 - Wendron Mining District
- A5i - Camborne and Redruth Mining District
- A5ii - Wheal Peevor
- A5iii - Portreath Harbour
- A6i - Gwennap Mining District
- A6ii - Perran Foundry
- A6iii - Kennall Vale
- A7 - St Agnes Mining District
- A8i - Luxulyan Valley
- A8ii - Charlestown
- A9 - Caradon Mining District
- A10i - Tamar Valley
- A10ii - タヴィストック

## 登録基準
この世界遺産は世界遺産登録基準のうち、以下の条件を満たし、登録された（以下の基準は世界遺産センター公表の登録基準からの翻訳、引用である）。
- (2) ある期間を通じてまたはある文化圏において、建築、技術、記念碑的芸術、都市計画、景観デザインの発展に関し、人類の価値の重要な交流を示すもの。
- (3) 現存するまたは消滅した文化的伝統または文明の、唯一のまたは少なくとも稀な証拠。
- (4) 人類の歴史上重要な時代を例証する建築様式、建築物群、技術の集積または景観の優れた例。